# Holy Vale
Holy Vale – osada w Anglii, na wyspach Scilly, w hrabstwie ceremonialnym Kornwalia. Leży 58 km na zachód od miasta Penzance i 469 km na zachód od Londynu.